# Emilia Giuliana di Barby-Muehlingen
Emilia Giuliana di Barby-Mühlingen (19 agosto 1637 – Rudolstadt, 3 dicembre 1706) è stata una Contessa di Schwarzburg-Rudolstadt, nonché una famosa compositrice di inni sacri.

## Biografia
Emilia Giuliana era figlia del conte Alberto Federico di Barby-Mühlingen della stirpe dei conti di Barby e di sua moglie Ursula di Oldenburg-Delmenhorst. Durante la Guerra dei Trent'Anni, la famiglia visse nell'Heidecksburg, residenza del conte Luigi Günther di Schwarzburg-Rudolstadt (1581-1646). Il padre di Emilia morì nel giugno del 1641 e la madre nel 1642. Emilia Giuliana venne successivamente adottata dal conte Luigi Günther ed educata insieme ai suoi figli. Suo precettore a Rudolstadt fu lo scrittore d'inni ed in seguito cancelliere Ahasverus Fritsch.
Il 7 luglio 1665, Emilia Giuliana sposò suo cugino, il conte imperiale Alberto Antonio di Schwarzburg-Rudolstadt. Da queste nozze nacquero un figlio ed una figlia, rispettivamente nel 1667 e nel 1668, ma quest'ultima morì tre giorni dopo la nascita.
Emilia Giuliana è conosciuta come autrice d'inni, avendone quasi 600, il più conosciuto dei quali è: Bis hierher hat mich Gott gebracht. Nell'innario protestante è ancora utilizzata la sua opera: Wer weiß, wie nahe mir mein Ende. La sua opera però non si limitò a trattare della morte, ma abbracciò tutti gli aspetti dell'esistenza come attestano le opere Für Eltern, wenn sie ihr Kind zur Schule schicken o Vor der [Erb-]Theilung.

## Ascendenza
|                                            |                        |                                       | Genitori                                  |  |  | Nonni |  |  | Bisnonni                      |  |  | Trisnonni                       |  |
|                                            |                        |                                       |                                           |  |  |       |  |  | Volfango I di Barby-Mühlingen |  |  | Burcardo VII di Barby-Mühlingen |  |
|                                            |                        |                                       |                                           |  |  |       |  |  | Volfango I di Barby-Mühlingen |  |  | Burcardo VII di Barby-Mühlingen |  |
|                                            |                        | Maddalena di Meclemburgo-Stargard     |                                           |  |  |       |  |  | Volfango I di Barby-Mühlingen |  |  |                                 |  |
| Giustino di Barby-Mühlingen                |                        |                                       |                                           |  |  |       |  |  | Volfango I di Barby-Mühlingen |  |  |                                 |  |
|                                            |                        | Agnese di Mansfeld                    | Gebardo VII di Mansfeld                   |  |  |       |  |  |                               |  |  |                                 |  |
|                                            |                        | Agnese di Mansfeld                    | Gebardo VII di Mansfeld                   |  |  |       |  |  |                               |  |  |                                 |  |
|                                            |                        | Agnese di Mansfeld                    | Margherita di Gleichen                    |  |  |       |  |  |                               |  |  |                                 |  |
| Alberto Federico I di Barby-Mühlingen      |                        | Agnese di Mansfeld                    |                                           |  |  |       |  |  |                               |  |  |                                 |  |
|                                            |                        | Alberto VII di Schwarzburg-Rudolstadt | Günther XL di Schwarzburg                 |  |  |       |  |  |                               |  |  |                                 |  |
|                                            |                        | Alberto VII di Schwarzburg-Rudolstadt | Günther XL di Schwarzburg                 |  |  |       |  |  |                               |  |  |                                 |  |
|                                            |                        | Alberto VII di Schwarzburg-Rudolstadt | Elisabetta di Isenburg-Büdingen-Ronneburg |  |  |       |  |  |                               |  |  |                                 |  |
| Sofia di Schwarzburg-Rudolstadt            |                        | Alberto VII di Schwarzburg-Rudolstadt |                                           |  |  |       |  |  |                               |  |  |                                 |  |
|                                            |                        | Giuliana di Nassau-Dillenburg         | Guglielmo I di Nassau-Dillenburg          |  |  |       |  |  |                               |  |  |                                 |  |
|                                            |                        | Giuliana di Nassau-Dillenburg         | Guglielmo I di Nassau-Dillenburg          |  |  |       |  |  |                               |  |  |                                 |  |
|                                            |                        | Giuliana di Nassau-Dillenburg         | Giuliana di Stolberg-Wernigerode          |  |  |       |  |  |                               |  |  |                                 |  |
| Emilia Giuliana di Barby-Mühlingen         |                        | Giuliana di Nassau-Dillenburg         |                                           |  |  |       |  |  |                               |  |  |                                 |  |
|                                            | Antonio I di Oldenburg | Giovanni V di Oldenburg               |                                           |  |  |       |  |  |                               |  |  |                                 |  |
|                                            | Antonio I di Oldenburg | Giovanni V di Oldenburg               |                                           |  |  |       |  |  |                               |  |  |                                 |  |
|                                            | Antonio I di Oldenburg | Anna di Anhalt-Zerbst                 |                                           |  |  |       |  |  |                               |  |  |                                 |  |
| Antonio II di Oldenburg-Delmenhorst        | Antonio I di Oldenburg |                                       |                                           |  |  |       |  |  |                               |  |  |                                 |  |
|                                            |                        | Sofia di Sassonia-Lauenburg           | Magnus I di Sassonia-Lauenburg            |  |  |       |  |  |                               |  |  |                                 |  |
|                                            |                        | Sofia di Sassonia-Lauenburg           | Magnus I di Sassonia-Lauenburg            |  |  |       |  |  |                               |  |  |                                 |  |
|                                            |                        | Sofia di Sassonia-Lauenburg           | Caterina di Brunswick-Wolfenbüttel        |  |  |       |  |  |                               |  |  |                                 |  |
| Sofia Ursula di Oldenburg-Delmenhorst      |                        | Sofia di Sassonia-Lauenburg           |                                           |  |  |       |  |  |                               |  |  |                                 |  |
|                                            |                        | Enrico III di Brunswick-Dannenberg    | Ernesto I di Brunswick-Lüneburg           |  |  |       |  |  |                               |  |  |                                 |  |
|                                            |                        | Enrico III di Brunswick-Dannenberg    | Ernesto I di Brunswick-Lüneburg           |  |  |       |  |  |                               |  |  |                                 |  |
|                                            |                        | Enrico III di Brunswick-Dannenberg    | Sofia di Meclemburgo-Schwerin             |  |  |       |  |  |                               |  |  |                                 |  |
| Sibilla Elisabetta di Brunswick-Dannenberg |                        | Enrico III di Brunswick-Dannenberg    |                                           |  |  |       |  |  |                               |  |  |                                 |  |
|                                            |                        | Ursula di Sassonia-Lauenburg          | Francesco I di Sassonia-Lauenburg         |  |  |       |  |  |                               |  |  |                                 |  |
|                                            |                        | Ursula di Sassonia-Lauenburg          | Francesco I di Sassonia-Lauenburg         |  |  |       |  |  |                               |  |  |                                 |  |
|                                            |                        | Ursula di Sassonia-Lauenburg          | Sibilla di Sassonia                       |  |  |       |  |  |                               |  |  |                                 |  |
|                                            |                        | Ursula di Sassonia-Lauenburg          |                                           |  |  |       |  |  |                               |  |  |                                 |  |